# Episodi di Made in Jersey
La prima e unica stagione della serie televisiva Made in Jersey è stata trasmessa in prima visione assoluta negli Stati Uniti d'America da CBS dal 28 settembre 2012. La serie è stata cancellata dopo i primi due episodi a causa dei bassi risultati d'ascolto, così i restanti 6 prodotti sono andati in onda saltuariamente fino al 29 dicembre 2012.
In Italia la stagione è andata in onda in prima visione sul canale pay Fox Life, della piattaforma satellitare Sky, dal 4 aprile al 16 maggio 2013.
| nº | Titolo originale | Titolo italiano                  | Prima TV USA      | Prima TV Italia |
| -- | ---------------- | -------------------------------- | ----------------- | --------------- |
| 1  | Pilot            | Il primo caso                    | 28 settembre 2012 | 4 aprile 2013   |
| 2  | Cacti            | Il cactus                        | 5 ottobre 2012    | 4 aprile 2013   |
| 3  | Camelot          | Un matrimonio perfetto           | 24 novembre 2012  | 11 aprile 2013  |
| 4  | Payday           | Il primo stipendio               | 1º dicembre 2012  | 18 aprile 2013  |
| 5  | Wingman          | Non è tutto oro quel che luccica | 22 dicembre 2012  | 25 aprile 2013  |
| 6  | Ancient History  | Una vecchia storia               | 22 dicembre 2012  | 2 maggio 2013   |
| 7  | The Farm         | Un colpo a salve                 | 29 dicembre 2012  | 9 maggio 2013   |
| 8  | Ridgewell        | Doppio processo                  | 29 dicembre 2012  | 16 maggio 2013  |

## Il primo caso
- Titolo originale: Pilot
- Diretto da: Mark Waters
- Scritto da: Dana Calvo

### Trama
- Ascolti USA: telespettatori 7 744 000 – rating/share 18-49 anni 1,1/4%[5]

## Il cactus
- Titolo originale: Cacti
- Diretto da: Adam Davidson
- Scritto da: Brett Conrad

### Trama
- Ascolti USA: telespettatori 6 780 000 – rating/share 18-49 anni 0,8/3%[6]

## Un matrimonio perfetto
- Titolo originale: Camelot
- Diretto da: Mark Waters
- Scritto da: Dana Calvo

### Trama
- Ascolti USA: telespettatori 2 520 000 – rating/share 18-49 anni 0,3/1%[7]

## Il primo stipendio
- Titolo originale: Payday
- Diretto da: Victor Nelli Jr.
- Scritto da: Kevin Falls

### Trama
- Ascolti USA: telespettatori 5 130 000 – rating/share 18-49 anni 1,5/5%[8]

## Non è tutto oro quel che luccica
- Titolo originale: Wingman
- Diretto da: Jeff Bleckner
- Scritto da: Alicia Kirk

### Trama
- Ascolti USA: telespettatori 2 470 000 – rating/share 18-49 anni 0,3/1%[9]

## Una vecchia storia
- Titolo originale: Ancient History
- Diretto da: Vincent Misiano
- Scritto da: Alfonso H. Moreno

### Trama
- Ascolti USA: telespettatori 2 980 000 – rating/share 18-49 anni 0,3/1%[9]

## Un colpo a salve
- Titolo originale: The Farm
- Diretto da: Adam Davidson
- Scritto da: Katie Wech

### Trama
- Ascolti USA: telespettatori 2 940 000 – rating/share 18-49 anni 0,4/1%[10]

## Doppio processo
- Titolo originale: Ridgewell
- Diretto da: Eric Stoltz
- Scritto da: Jan Nash

### Trama
- Ascolti USA: telespettatori 2 810 000 – rating/share 18-49 anni 0,4/1%[10]